# Victor Căpitanu
Victor Căpitanu (n. iunie 1979, București, România) este un antreprenor român, cofondator al One United Properties. Absolvent al Facultății de Finanțe Bănci din cadrul Academiei de Studii Economice din București, deține o diplomă CFA din 2005, a urmat “Executive Private Equity Program” la Universitatea Harvard și "Executive Program" la Universitatea Singularity din Silicon Valley.
Și-a început cariera în anul 2000 la Alpha Bank, acolo unde l-a cunoscut pe Andrei Diaconescu. Din 2003 până în 2005 a lucrat la Bancpost când împreună cu Andrei Diaconescu au fondat Capital Partners, companie independentă de servicii financiare preluată de Banca Transilvania în 2016.
Este cofondator și director executiv al companiei One United Properties (2009), fondată împreună cu Andrei Diaconescu cu care deține pachetul majoritar al dezvoltatorului imobiliar listat la Bursa de Valori București. Împreună cu Andrei Diaconescu, avea o avere estimată la 2,5 miliarde de lei în 2022.